# Lois Abbingh
Lois Abbingh (Groninga, 13 agosto 1992) è una pallamanista olandese, terzino sinistro dell'Odense e della nazionale dei Paesi Bassi.

## Carriera

### Club

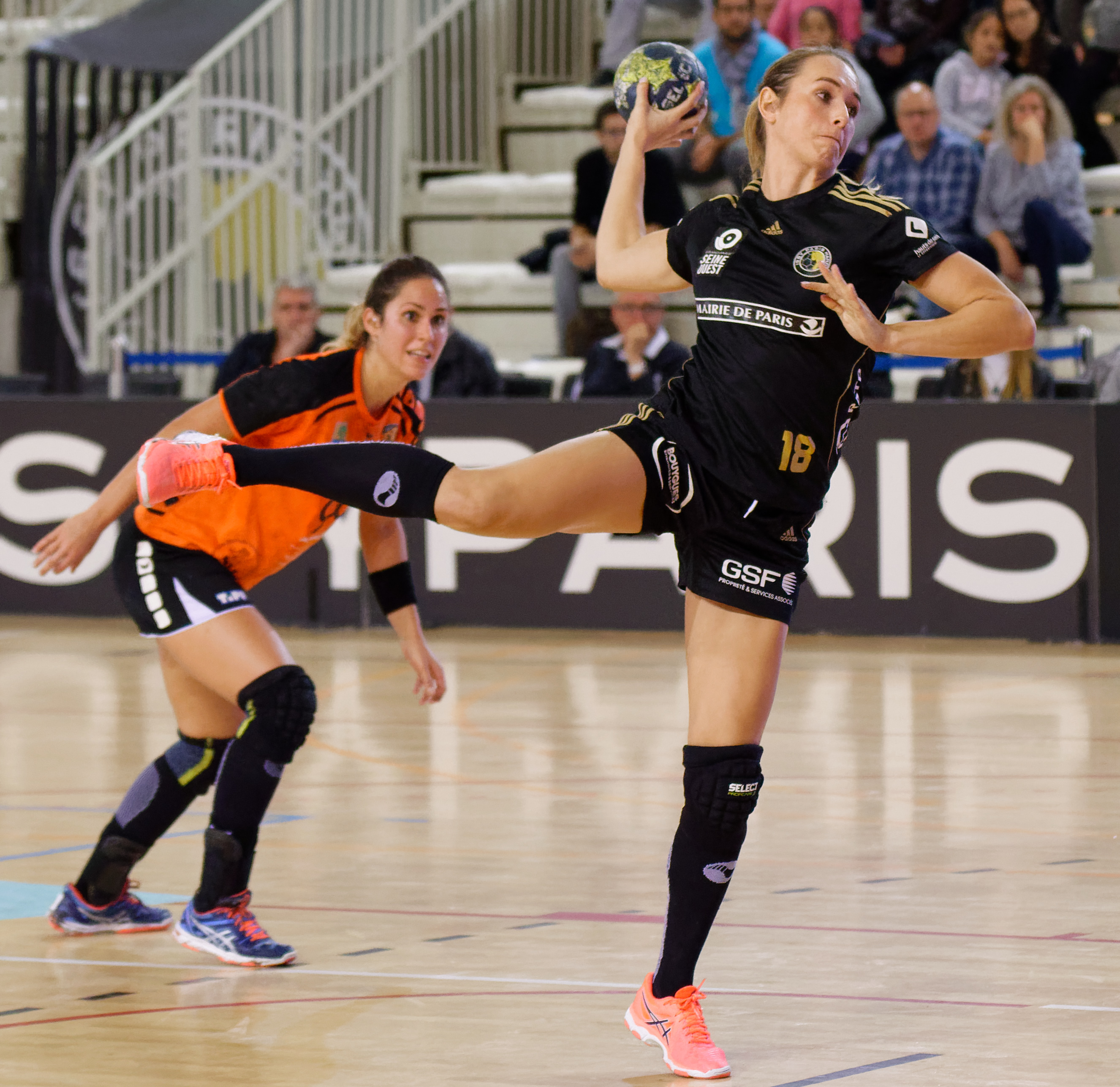
Lois Abbingh in azione con la maglia dell'Issy Paris.

Lois Abbingh ha iniziato la sua carriera di giocatrice di pallamano nel V&S Groningen nella sua città natale. Nel 2006 è passata a giocare per l'E&O Emmen, facendo così il suo esordio nella Eredivisie, la massima serie del campionato dei Paesi Bassi. Tra il 2008 e il 2010 ha fatto parte della HandbalAcademie. Al termine della stagione 2009-2010 è stata premiata come migliore talento e miglior terzino sinistro della stagione di Eredivisie.
Nel 2010 la diciottenne Abbingh si è trasferita in Germania all'Oldenburg, partecipante alla Handball-Bundesliga, massima serie del campionato tedesco. Giocò per l'Oldenburg per quattro stagioni di fila, nel corso dei quali la sua crescita professionale è stata contrassegnata anche da gravi infortuni al menisco del ginocchio sinistro nel novembre 2012, alla rotula nell'estate 2013 e nuovamente al menisco nel marzo 2014. Con la maglia dell'Oldenburg ha vinto la Coppa di Germania nella stagione 2011-2012.
Nell'estate 2014 Abbingh si è trasferita in Romania al HCM Baia Mare, tornando a giocare nel gennaio 2015 nove mesi dopo il grave infortunio subito quando giocava ancora per l'Oldenburg. Con la maglia del Baia Mare ha vinto la Coppa di Romania nella stagione 2014-2015 e ha fatto anche il suo esordio nella EHF Champions League, massima competizione continentale.
Nell'estate 2016 si è trasferita in Francia all'Issy Paris Hand. Con la squadra parigina ha giocato per due stagioni in Division 1, massima serie nazionale. Allo scadere del contratto Abbingh ha lasciato l'Issy Paris ed è passata al Rostov-Don nel campionato russo. Con la squadra russa ha vinto il campionato nazionale e la coppa di Russia per due stagioni consecutive e ha conquistato il secondo posto nell'edizione 2018-2019 della EHF Champions League.
Per la stagione 2020-2021 Abbingh ha cambiato nuovamente squadra e nazione, trasferendosi in Danimarca per vestire la maglia dell'Odense.

### Nazionale
Sin da giovanissima Lois Abbingh ha fatto parte della selezione nazionale dei Paesi Bassi. Nel 2010 ha fatto parte della selezione nazionale giovanile che ha conquistato la medaglia di bronzo al campionato mondiale di categoria nella Repubblica Dominicana. Nel 2011 ha vinto con la selezione nazionale juniores la medaglia d'argento al campionato europeo di categoria organizzato nei Paesi Bassi, torneo nel quale ha vinto la classifica marcatrici con 65 reti realizzate.
Il 15 ottobre 2009 all'età di 17 anni ha fatto il suo esordio nella nazionale dei Paesi Bassi nella partita contro la Croazia, valida per le qualificazioni al campionato europeo 2010. Nel 2010 è stata inserita nella rosa della nazionale dei Paesi Bassi che ha partecipato al campionato europeo. Da allora ha fatto parte della rosa della nazionale per le fasi finali sia del campionato europeo sia del campionato mondiale. Nel 2016 ha fatto parte della rosa della nazionale che ha partecipato al torneo di pallamano ai Giochi della XXXI Olimpiade a Rio de Janeiro, torneo che la nazionale orange ha concluso al quarto posto ai piedi del podio olimpico.
Con la maglia della nazionale ha conquistato la medaglia di argento al campionato europeo 2016 e la medaglia di bronzo al campionato europeo 2018. Ai campionati mondiali ha vinto tutte e tre le tipologie di medaglie: quella di bronzo nell'edizione 2017, quella d'argento nell'edizione 2015 e quella d'oro nell'edizione 2019. In quest'ultima occasione è stata sua la rete allo scadere del tempo che ha consentito ai Paesi Bassi di superare la Spagna per 30-29 nella finale e vincere, così, il torneo. Al campionato mondiale 2017 è stata inserita nell'All-star Team del torneo come migliore terzino sinistro e si è classificata come seconda migliore marcatrice alle spalle della norvegese Nora Mørk. Al campionato mondiale 2019, invece, ha conquistato il titolo di migliore marcatrice del torneo con 71 reti realizzate.

## Palmarès

### Club
- Campionato russo: 2

Rostov-Don: 2018-2019, 2019-2020
- Coppa di Germania: 1

Oldenburg: 2011-2012
- Coppa di Romania: 1

Baia Mare: 2014-2015
- Coppa di Russia: 2

Rostov-Don: 2018-2019, 2019-2020

### Nazionale
- Campionato mondiale

 Oro: Giappone 2019
 Argento: Danimarca 2015
 Bronzo: Germania 2017
- Campionato europeo

 Argento: Svezia 2016
 Bronzo: Francia 2018
- Campionato europeo juniores

 Argento: Paesi Bassi 2011
- Campionato mondiale giovanile

 Bronzo: Repubblica Dominicana 2010

### Individuale
- Migliore marcatrice al campionato mondiale: 1

Giappone 2019
- Migliore terzino sinistro al campionato mondiale: 1

Germania 2017
- Migliore marcatrice al campionato europeo juniores: 1

Paesi Bassi 2011
- Migliore marcatrice al campionato mondiale giovanile: 1

Repubblica Dominicana 2010
- Migliore talento dell'Eredivisie: 1

2009-2010
- Migliore terzino sinistro dell'Eredivisie: 1

2009-2010